# 潮声十五音
《字学津梁：潮声十五音》是由张世珍编写的、最早描写闽南语潮汕片的十五音韵书。

## 历史
张世珍（1840–1915）出生于饶平县隆都隆城（今属汕头市澄海区莲华镇），青年时期曾随族人外出经商，在此期间学会了闽南话、山东话和粤语，1885年后他回到澄海东里定居。1895年时，他受到友人传授的十五音口诀的启发，开始编纂潮汕片的十五音字书。《潮声十五音》在1904年完成初稿，在1907年定稿并作序，随后于1913年由汕头图书报石印社出版。

## 音系

### 声母
《潮声十五音》受漳州地区的字书影响，只有十五个声母，而非潮州话的十八个。其中[n]和[l]不分，都作“柳”母；[b]和[m]不分，都作“文”母；[ŋ]和[g]不分，都作“语”母。此外“求”字在潮语中的声母为[kʰ]，却用来记录[k]声母的字，也是受漳泉十五音字书的影响。
| 声母     | 柳      | 边  | 求  | 去   | 地  | 坡   | 他   | 增  | 入  | 时  | 英  | 文      | 语      | 出   | 喜  |
| 国际音标 | [l] [n] | [p] | [k] | [kʰ] | [t] | [pʰ] | [tʰ] | [ʦ] | [ʣ] | [s] | [ʔ] | [b] [m] | [ɡ] [ŋ] | [ʦʰ] | [h] |

### 韵母
《潮声十五音》共四十四个韵母，其中入声韵尾的韵母按传统习惯，被认为是其他韵母的声调变体。《潮声十五音》对鼻化韵母的处理有所欠缺，存在未分出鼻化韵母和混淆鼻化与非鼻化韵母的情况。

### 声调
《潮声十五音》共八个声调，即平上去入四声，再各分上下，其中上去与下去的名称颠倒了。